# Стин, Дейв
Дэвид Ли Стин (англ. David Lee Steen; род. 14 ноября 1959, Нью-Уэстминстер, Британская Колумбия) — канадский легкоатлет, специалист по многоборьям. Выступал за сборную Канады по лёгкой атлетике в 1979—1980 годах, бронзовый призёр летних Олимпийских игр в Сеуле, чемпион Панамериканских игр в Каракасе, чемпион Универсиады в Эдмонтоне, двукратный серебряный призёр Игр Содружества.

## Биография
Дейв Стин родился 14 ноября 1959 года в городе Нью-Уэстминстер провинции Британская Колумбия. Происходит из семьи с богатыми спортивными традициями, его отец Дон Стин — чемпион Канады в десятиборье, а дядя Дэвид Лорн Стин — двукратный чемпион Игр Содружества в толкании ядра.
Впервые заявил о себе в десятиборье в сезоне 1977 года, выиграв золотую медаль на летних Канадских играх в Сент-Джонсе. Через некорое время поступил в Торонтский университет, совершенствовал свои навыки в местной легкоатлетической команде.
В 1979 году вошёл в состав канадской национальной сборной и выступил на Панамериканских играх в Сан-Хуане, но вынужден был досрочно завершить здесь своё выступление и не показал никакого результата.
Рассматривался в качестве кандидата на участие в летних Олимпийских играх 1980 года в Москве, однако Канада вместе с несколькими другими западными странами в конечном счёте бойкотировала эти соревнования по политическим причинам.
В 1981 году с результатом в 7784 очков занял пятое место на Универсиаде в Бухаресте.
В 1982 году стал серебряным призёром на Играх Содружества в Брисбене, уступив только титулованному англичанину Дейли Томпсону. В этом сезоне стал первым в истории канадским десятиборцем, сумевшим набрать в сумме больше 8000 очков.
В 1983 году одержал победу на домашней Универсиаде в Эдмонтоне и на Панамериканских играх в Каракасе.
Благодаря череде удачных выступлений удостоился права защищать честь страны на Олимпийских играх 1984 года в Лос-Анджелесе — набрал в сумме всех дисциплин 8047 очков, расположившись в итоговом протоколе соревнований на восьмой строке.
После лос-анджелесской Олимпиады Стин остался в составе легкоатлетической команды Канады на ещё один олимпийский цикл и продолжил принимать участие в крупнейших международных стартах. Так, в 1986 году он добавил в послужной список серебряную награду, полученную в десятиборье на Играх Содружества в Эдинбурге — вновь был превзойдён англичанином Томпсоном.
В 1987 году отметился выступлением на чемпионате мира в Риме.
Находясь в числе лидеров канадской национальной сборной, благополучно прошёл отбор на Олимпийские игры 1988 года в Сеуле — на сей раз набрал 8328 очков, став третьим позади восточногерманских легкоатлетов Кристиана Шенка и Торстена Фосса. Таким образом, Стин стал первым и единственным в истории канадским десятиборцем, сумевшим выиграть олимпийскую медаль (в 2016 году также бронзу выиграл канадец Дамиан Уорнер).
За выдающиеся спортивные достижения в 1990 году был награждён орденом Канады в степени кавалера. Введён в Зал славы спорта Британской Колумбии (1991), Зал славы спорта Канады (1992).
Впоследствии работал пожарным, вместе с женой и четырьмя детьми проживал в городке Тикамси провинции Онтарио. Комментировал соревнования по лёгкой атлетике на телеканале CTV.